# 幼稚園ゲーム
『幼稚園ゲーム』（ようちえん - ）は、2001年、2002年、2003年に、TBS系列の「ドラマ30」枠で放送された昼のテレビドラマ。CBC制作。放送時間は月曜から金曜の13:30-14:00（JST）。幼稚園児と母親たちの「お受験戦争」を題材にした作品で、1作ごとにキャストを一新している。

## 幼稚園ゲーム〜お受験します!〜
2001年2月5日から3月30日に放送された。全40回。

### あらすじ
平凡な主婦・華は、夫・順平の転勤で富山から東京へやってきた。夫の上司の勧めで、長男・勇気を名門幼稚園に入園させたが、華はそこで、お受験に熱心な母親たちの実態を目にすることに。

### キャスト
- 村上華：奥貫薫
- 村上順平：中村繁之
- 美恵：細川ふみえ
- 村上勇気：山辺悠太
- 武井先生：三国一夫
- 塚本先生：金良華
- 尾崎：中里慶
- 裕子：高橋彩夏
- 清美：鈴木啓子
- 由美：伊藤麻衣
- 田代泰
- 事務長：大門正明
- 宮田理事長：外山高士
- 園長先生：五十嵐めぐみ
- 村上萌子：二宮さよ子

### スタッフ
- 原作：飛鳥あると『お受験します!』
- 脚本：畑嶺明
- 演出：大羽秀樹
- 主題歌：千秋（「CHIAKI」名義）「乙女」（CDアルバム『チロル』に収録）
- 企画協力：たむらプロ

## 幼稚園ゲーム2〜社宅篇〜
2002年5月27日から7月26日に放送された。全45回。

### あらすじ
秋野美樹は、夫・順平の本社への転勤で、金沢から東京の社宅にやってくる。社宅の常識を知らない美樹は、初日から社宅内で顰蹙を買ってしまう。社宅のリーダー的存在の祐子に勧められ、息子・大気を名門幼稚園に入園させた美樹は、そこで驚くべき母親たちの実態を目にすることに。

### キャスト
- 秋野美樹：中村由真
- 秋野順平：風見しんご
- かおり：小松千春
- 西尾佐知子 : 鈴木早智子
- 秋野大気：鳥居蒼
- 河合祐子：一色采子
- 悦子：岡安由美子
- 丹波義隆
- 武岡淳一
- 庄野真代
- 夏栄：宮島千栄
- 津村：田代泰
- 山本陽一
- 磯野：三林京子

### スタッフ
- 原作：飛鳥あると『お受験します!』
- 脚本：畑嶺明
- 演出：小森耕太郎、堀場正仁、榊原正樹、西村信
- 主題歌：新井裕子「あの空の向こうに」
- 美術進行：伊藤守
- 衣裳：山崎武
- 制作：山本恵三
- 制作デスク：廣瀬幸江
- 企画協力：たむらプロ
- プロデューサー：堀場正仁

## 幼稚園ゲーム3
2003年11月24日から2004年1月23日に放送された。全39回。主人公を幼稚園の教諭に変え、夫婦バトル、姑と理事長の熟女バトルを取り入れた。
2003年12月1日に地上デジタル本放送開始に伴いHD映像での送出を開始した。（ドラマ30枠では初）

### あらすじ
幼稚園教諭の明美は夫・俊平、息子の勇太、姑の世津子との4人暮らし。勤めていた幼稚園が閉鎖され、名門幼稚園に出勤することに。明美はそこで、凄まじいお受験戦争の実態に直面する。

### キャスト
- 小川明美：高橋かおり
- 小川俊平：大沢樹生
- 小川勇太：大滝裕太
- 藤田健太郎：倉田てつを
- 吉井勝：緒形幹太
- 中尾貴子先生：小林麻子
- 内村八重先生：西村諒
- ゆかり：海川ひとみ
- ゆり子：吉田泰子
- 平田：伊沢勉
- 石野加奈：立枝歩
- 西崎由里：なかさこあきこ
- 三浦：桜井ゆう子
- 岩本陽一園長：加納竜
- 小川世津子：三林京子
- 野々村夏代理事長：香山美子

### スタッフ
- 脚本：畑嶺明
- 演出：小森耕太郎、佐藤浩二、西村信
- 主題歌：ugly Bee TV「Don't be afraid〜その光こころ震わせ〜」
- アシスタントプロデューサー：松井智人
- プロデューサー：山本恵三、堀場正仁
- 企画協力：たむらプロ